# Yannis Baraban
Pour les articles homonymes, voir Baraban.
Yannis Baraban est un acteur français né le 9 février 1972 à Nîmes (Gard)
À 15 ans, Yannis voulait se lancer dans une carrière de handballeur professionnel. 
Une blessure au genou le contraint à abandonner son rêve et à changer de voie. 
Il se tourne alors vers le théâtre, il étudie le théâtre rue Blanche
et au Conservatoire.
Il a été découvert en 2000 dans La Dame aux camélias (où il joua le premier rôle masculin aux côtés d'Isabelle Adjani), fut nommé comme révélation aux Molières 2002 pour Bent, une pièce de Martin Sherman, et se fit remarquer à la télévision en 2005, grâce aux fictions Le Temps de la désobéissance (France 2) et 
Zodiaque (TF1).

## Filmographie

### Cinéma
- 2001 : Vercingétorix : La Légende du druide roi de Jacques Dorfmann : Litavic

### Télévision
- 1998 : Meurtres sans risques de Christiane Spiero
- 2004 : Julie Lescaut, épisode 1 saison 13, Un homme disparaît d'Alain Wermus : Mickael
- 2004 : Zodiaque, mini-série : Mathias Rousseau
- 2005 : Le Temps de la désobéissance, téléfilm de Patrick Volson : Charles de la Barre
- 2006 : Mémoire de glace, téléfilm de Pierre-Antoine Hiroz : Le lieutenant Le Kerrec
- 2006 : Le Maître du Zodiaque, mini-série : Mathias Rousseau, dit le "Zodiaque"
- 2006 : Diane, femme flic (épisode Jalousie) : Vincent
- 2007 : Commissaire Cordier (épisode Rédemption) : Richard Herman
- 2007 : Fabien Cosma épisode : La fissure (série TV) : Victor Le Garrec
- 2007 : La Taupe, téléfilm de Laurent Scalese et Victor Arnold : Lafitte
- 2008 : Sauveur Giordano (épisode Le Petit Témoin) : Monterfil
- 2009 : Rencontre avec un tueur de Claude-Michel Rome : Luc del Monte
- 2009 : L'évasion, téléfilm de Laurence Katrian : Paul Valcoudray
- 2018 : La Révolte des innocents de Philippe Niang

## Théâtre
- 1998 : La Mouette d'Anton Tchekhov, mise en scène Christophe Lidon, La Criée, Théâtre Silvia-Monfort
- 2000 : La Dame aux camélias de René de Ceccatty d’après Alexandre Dumas fils, mise en scène Alfredo Arias, Théâtre Marigny
- 2002 : Bent de Martin Sherman, mise en scène Thierry Lavat, Théâtre de l'Œuvre
- Cyrano de Bergerac
- 2009 : La Nuit des rois de William Shakespeare, mise en scène Nicolas Briançon, Festival d'Anjou, Théâtre Comédia
- 2011 : La Méthode Grönholm de Jordi Galceran, mise en scène Thierry Lavat, Théâtre Tristan Bernard
- 2011 : Un mari idéal de Oscar Wilde, mise en scène Isabelle Rattier, Théâtre Tête d'or, à Lyon
- 2018 : Amphitryon de Molière, mise en scène Stéphanie Tesson, Théâtre de Poche et tournée
- 2019 : Maux d'amour de  Dan Gordon (en), mise en scène Johanna Boyé, théâtre La Luna au festival off d'Avignon
- 2020 : Mademoiselle Julie de August Strindberg, mise en scène Christophe Lidon, Centre national de création d'Orléans